# Сайго но Цубоне
Сайго но Цубоне (на японски: 西郷の局) е японска благородничка, първа наложница на Токугава Иеясу, основателят на Шогуната Токугава, и майка на втория шогун от династията, Токугава Хидетада.

## Живот
Тя е родена през 1552 година в замъка Нишикава. От началото на 70-те години тя става близка с Иеясу и оказва силно влияние върху философските му възгледи, избора на съюзници и неговите политически ходове, докато неговото влияние нараства през последните години на периода Сенгоку. По този начин тя влияе непряко върху консолидирането на Шогуната Токугава. Макар и да не е сред най-известните фигури на този период, тя обикновено е смятана за скритата сила зад трона на Иеясу. Приносът ѝ към неговия възход е толкова голям, че след смъртта си тя е издигната до Старши първи ранг на Императорския двор, най-високото отличие, давано от японския император.
След като утвърждава положението си като първа наложница и майка на наследника на Иеясу, Сайго използва своето влияние и богатство за благотворителни цели. Ревностна будистка, тя дарява пари на храмовете в областта Суруга, където прекарва последните години от живота си. Самата тя е силно късогледа, поради което създава благотворителна организация, подпомагаща жени с увредено зрение, които нямат други средства за преживяване.
Сайго но Цубоне умира на 1 юли 1589 година в замъка Сунпу. Сравнително ранната ѝ смърт предизвиква подозрения за възможно убийство, но те остават недоказани.
Сайго има четири деца син (Сайго Кацутада) и дъщеря (Сайго Токухиме) от брака си и двама синове (Токугава Хидетада и Мацудайра Тадайоши) от Токугава Иеясу. Сред нейните потомци е императрица Меишо (1624 – 1696), една от малкото жени, заемали японския трон.